# Qualificazioni al campionato europeo maschile di calcio 1984 - Gruppo 1
Il Gruppo 1 delle qualificazioni al campionato europeo di calcio 1984 ha incluso quattro squadre e vide la vittoria finale del Belgio che ebbe accesso alla fase finale.

## Classifica
| Team         | G | V | N | P | RF | RS | DR | PT |
| ------------ | - | - | - | - | -- | -- | -- | -- |
| Belgio       | 6 | 4 | 1 | 1 | 12 | 8  | +4 | 9  |
| Svizzera     | 6 | 2 | 2 | 2 | 7  | 9  | −2 | 6  |
| Germania Est | 6 | 2 | 1 | 3 | 7  | 7  | 0  | 5  |
| Scozia       | 6 | 1 | 2 | 3 | 8  | 10 | −2 | 4  |

## Incontri
| Arbitro: | Bergamo |

|                                          |           |  |
| Lüdi 2’ (aut.) Coeck 48’ Vandenbergh 82’ | Marcatori |  |

| Arbitro: | Konrath |

|                       |           |  |
| Wark 53’ Sturrock 75’ | Marcatori |  |

| Arbitro: | Christov |

|                     |           |  |
| Sulser 49’ Egli 61’ | Marcatori |  |

| Arbitro: | Antonio José Da Silva Garrido |

|                                      |           |                 |
| Vandenbergh 25’ Van der Elst 39’ 63’ | Marcatori | 13’ 35’ Daglish |

| Arbitro: | Carpenter |

|             |           |                                  |
| Streich 82’ | Marcatori | 35’ Van der Elst 70’ Vandenbergh |

| Arbitro: | Corver |

|                       |           |                      |
| Wark 70’ Nicholas 75’ | Marcatori | 14’ Egli 57’ Hermann |

| Arbitro: | Guruceta Muro |

|                         |           |            |
| Ceulemans 18’ Coeck 39’ | Marcatori | 9’ Streich |

| Berna 14 maggio 1983, ore 20:00 CET | Svizzera | 0 – 0 referto | Germania Est | Stadio Wankdorf\| Arbitro: \| Ericsson \| |
| Arbitro:                            | Ericsson |               |              |                                           |

| Arbitro: | Robinson |

|                                   |           |  |
| Richter 45’ Ernst 73’ Streich 90’ | Marcatori |  |

| Arbitro: | Barbaresco |

|              |           |                |
| Nicholas 75’ | Marcatori | 4’ Vercauteren |

| Arbitro: | Roth |

|                                        |           |                 |
| Schällibaum 23’ Brigger 75’ Geiger 89’ | Marcatori | 63’ Vandenbergh |

| Arbitro: | Wöhrer |

|                       |           |            |
| Kreen 34’ Streich 43’ | Marcatori | 77’ Bannon |

## Classifica marcatori
4 reti
- Erwin Vandenbergh
- Joachim Streich

3 reti
- François Van der Elst

2 reti
- Ludo Coeck
- Kenny Dalglish
- Charlie Nicholas
- John Wark
- Andy Egli

1 rete
- Jan Ceulemans
- Franky Vercauteren
- Rainer Ernst
- Ronald Kreer
- Hans Richter
- Eamonn Bannon
- Paul Sturrock
- Jean-Paul Brigger
- Alain Geiger
- Heinz Hermann
- Marco Schällibaum
- Claudio Sulser

autoreti
- Heinz Lüdi (pro  Belgio)